# 科利德纳尔戈
科利德纳尔戈，是西班牙加泰罗尼亚莱里达省的一个市镇。 总面积154平方公里，总人口583人（2001年），人口密度4人/平方公里。